# Lennea viridiflora
Lennea viridiflora là một loài rau đậu thuộc họ Fabaceae.
Loài này có ở Costa Rica, El Salvador, México, Nicaragua, và Panama.
Chúng hiện đang bị đe dọa vì mất môi trường sống.